# Trogoderma attagenoides
Trogoderma attagenoides là một loài bọ cánh cứng trong họ Dermestidae. Loài này được Pascoe miêu tả khoa học năm 1866.